# Sender Bopfingen
Der Sender Bopfingen ist eine Sendeanlage des Südwestrundfunks (ehemals des Süddeutschen Rundfunks), der dem Hörfunk dient und sich in einem Waldstück südlich der Stadt Bopfingen in 639 Metern Höhe befindet.
Er verwendet als Antennenträger einen 52,5 Meter hohen Fertigbetonturm, der 1973 errichtet wurde und dient als UKW-Füllsender, dessen Programm ursprünglich von einem neu zu errichtenden Sendeturm auf dem Ipf nördlich von Bopfingen ausgestrahlt hätte werden sollen, allerdings kam es nie zum Bau und so wurde die Frequenz zu diesem Standort verlagert. Ein weiterer Senderstandort in Bopfingen befindet sich am Karkstein.

## Frequenzen und Programme

### Analoger Hörfunk (UKW)
| Frequenz (MHz) | Logo | Programm               | RDS PS   | RDS PI | Regionalisierung | ERP (kW) | Antennendiagramm rund (ND)/gerichtet (D) | Polarisation horizontal (H)/vertikal (V) |
| -------------- | ---- | ---------------------- | -------- | ------ | ---------------- | -------- | ---------------------------------------- | ---------------------------------------- |
| 94,1           |      | SWR4 Baden-Württemberg | SWR4_UL_ | DE04   | Schwaben Radio   | 0,05     | ND                                       | H                                        |

### Analoges Fernsehen (PAL)
Vor der Umstellung auf DVB-T diente der Sendestandort weiterhin für analoges Fernsehen:
| Kanal | Frequenz (MHz) | Programm                        | ERP (kW) | Sendediagramm rund (ND)/ gerichtet (D) | Polarisation horizontal (H)/ vertikal (V) |
| ----- | -------------- | ------------------------------- | -------- | -------------------------------------- | ----------------------------------------- |
| 36    | 591,25         | Das Erste (SWR)                 | 0,079    | D                                      | V                                         |
| 40    | 623,25         | ZDF                             | 0,02     | D                                      | V                                         |
| 57    | 759,25         | SWR Fernsehen Baden-Württemberg | 0,1      | D                                      | V                                         |